# 李秀华
李秀华（1954年—），女，汉族，中华人民共和国护理学家，中国共产党党员，曾任中日友好医院护理部主任、中华护理学会理事长，第十一届全国政协委员。

## 生平
2008年，当选第十一届全国政协委员，代表医药卫生界，分入第四十五组。2018年1月，当选第十三届全国政协委员。